# Cantone di Murviel-lès-Béziers
Il Cantone di Murviel-lès-Béziers era una divisione amministrativa dell'arrondissement di Béziers.
A seguito della riforma approvata con decreto del 26 febbraio 2014, che ha avuto attuazione dopo le elezioni dipartimentali del 2015, è stato soppresso.

## Composizione
Comprendeva i comuni di:
- Autignac
- Cabrerolles
- Causses-et-Veyran
- Caussiniojouls
- Laurens
- Murviel-lès-Béziers
- Pailhès
- Puimisson
- Saint-Geniès-de-Fontedit
- Saint-Nazaire-de-Ladarez
- Thézan-lès-Béziers